# Madonna di Manchester
La Madonna di Manchester è un dipinto incompiuto a tempera su tavola (102x76 cm) attribuito al giovane Michelangelo Buonarroti, databile al 1495-1497 circa e conservato nella National Gallery di Londra.

## Storia
Nel 1857, a Manchester, la Madonna col Bambino, san Giovannino e angeli fu esposta per la prima volta nell'esibizione temporanea Art Treasures of the United Kingdom, venendo da allora chiamata la "Madonna di Manchester".
Prima di arrivare al museo londinese era nella raccolta Borghese a Roma. La tavola è di solito attribuita agli esordi pittorici del maestro, all'epoca del suo primo viaggio a Roma, quando il banchiere Jacopo Galli gli procurava alcune buone commissioni tra cui, per restare in ambito pittorico, la Deposizione di Cristo nel sepolcro per Sant'Agostino e forse le Stimmate di san Francesco per San Pietro in Montorio.
Per quanto riguarda l'attribuzione, l'opera è ormai dai più assegnata al Buonarroti, anche se non mancano i dubbi. In passato era stata riferita a Domenico Ghirlandaio, dal quale dieci anni prima il tredicenne Michelangelo fu "a bottega", altri invece hanno parlato, per maggior prudenza di un "Maestro di Manchester" (Zeri, 1953), allievo o seguace dell'artista che probabilmente avrebbe lavorato su suoi disegni. Attorno al Maestro di Manchester è stato raccolto anche un corpus di opere che includono una Madonna col Bambino nell'Akademie der bildenden Künste di Vienna, una Madonna col Bambino in collezione privata a Zurigo e una Madonna col Bambino e san Giovannino in collezione privata a New York.

## Descrizione
Maria, su un trono roccioso, è in atto di leggere il libro profetico che le rivela la sorte del figlio mentre il Bambino, alle sue ginocchia, fa come per cercare di esserne partecipe, ma la Madonna sembra allontanare le pagine dalla sua vista, forse per un gesto protettivo. Dietro di lui si vede il piccolo Giovanni Battista, già con la veste eremitica di pelo di cammello e le braccia atteggiate in forma di croce. Ai lati del dipinto si trovano due coppie di angeli delle quali solo quella destra è completata, mentre quella a sinistra è appena delineata in una anticipazione di non - finito come mezzo di spiritualizzazione della materia. La gestualità intima e familiare tra questi gruppi angelici richiama le opere di Botticelli o di Luca della Robbia.
La Vergine ha un seno scoperto, un rimando all'iconografia della Madonna del Latte.
Richiamano il Tondo Doni, unica tavola sicuramente michelangiolesca, la smaltata cromia e alcuni dettagli originali, come il seno scoperto e turgido della Vergine, che non sta allattando. Presentano dubbi invece le fisionomie leonardesche della Madonna e degli angeli, nonché il disegno non perfettamente riuscito del Bambino e soprattutto di san Giovannino, dalla testa forse troppo grande.